# Teféli
Teféli, en grec moderne : Τεφέλι, est un village du dème d'Archánes-Asteroússia, dans le district régional de Héraklion, de la Crète, en Grèce. Selon le recensement de 2011, la population de Teféli compte 550 habitants.
Le village est situé à une altitude de 343 mètres et à une distance de 12 km de Pýrgos.

## Recensements de la population
| Recensements | 1900 | 1920 | 1928 | 1940 | 1951 | 1961 | 1971 | 1981 | 1991 | 2001 | 2011 |
| ------------ | ---- | ---- | ---- | ---- | ---- | ---- | ---- | ---- | ---- | ---- | ---- |
| Population   | 50   | 229  | 221  | 338  | 487  | 557  | 613  | 744  | /    | 702  | 550  |